# Festival Internacional de Música Popular Tradicional de Vilanova i la Geltrú
El Festival Internacional de Música Popular Tradicional (FIMPT) se celebra a Vilanova i la Geltrú des de l'any 1981 un cap de setmana complert al llarg de l'any. És el certamen de major trajectòria d'Espanya dedicat a les músiques del món o d'arrel, havent estat absolutament avançat a la seva època. Al llarg de la seva història ha estat visitat per una llarga nòmina d'artistes tant dels Països Catalans com d'arreu del món. Fins i tot alguns d'aquests noms han esdevingut veritables figures de renom internacional
Diàriament compta amb diverses franges horàries que abasten des del matí fins a la nit, i aplega públics diversos, des d'estrictament local fins als visitants. També té un marcat caràcter intergeneracional. El Festival desenvolupa les seves actuacions en tot un seguit d'escenaris molt cèntrics, i alhora també descentralitza algunes de les activitats deambulatòries en alguns dels barris de la ciutat.
L'organització d'aquest festival és inserida en l'Ajuntament de Vilanova i la Geltrú.
Actualment, el festival vilanoví pertanya al selecte grup de certàmens de major prestigi dins les músiques ètniques programades a l'Estat espanyol, juntament amb Etnosur (Alcalá la Real, Jaén, Andalusia), Getxo (Euskadi), La Mar de Músicas (Cartagena, Múrcia), Ortigueira (Galícia), i Pirineos Sur (Aragó).
Dins Catalunya també és de referència obligada la Fira Mediterrània de Manresa, el mercat de contractació d'espectacles d'arrel més important de l'arc mediterrani.
L'any 1990 el Festival de Vilanova i la Geltrú va rebre el Premi Altaveu que atorga el prestigiós Festival Altaveu de Sant Boi de Llobregat.
El 2008 el certamen incorpora per primer cop una secció adreçada als infants, batejada com "Músiques Xiques", i una altra coneguda com "Vermuts tertúlia", en què els artistes expliquen al públic els seus projectes.
L'any 2010 el Festival de Vilanova i la Geltrú compleix el seu trentè aniversari. Televisió de Catalunya ha produït un programa especial dedicat als trenta anys del certamen, a través del programa Rodasons.
Aquest mateix any el festival vilanoví esdevé cofundador de la xarxa Festivals amb Encant, juntament amb el festival Altaveu de Sant Boi de Llobregat, i l'Acústica de Figueres.
En el número de l'estiu de 2010 la revista Interfolk ha dit del festival vilanoví: "una de les cites més emblemàtiques de l'estiu musical peninsular. El FiMPT va néixer en plena efervescència del procés de recuperació de festes i elements tradicionals, i es va concebre com una plataforma oberta a tota mena de música tradicional, del país i internacional, per donar a conèixer les possibilitats d'expressió i de definició d'aquest tipus de música. Tres dècades després de la seva creació, s'ha consolidat plenament i s'ha acreditat com una de les manifestacions més importants d'Europa en el seu estil i com dels més complets en el seu gènere".
El mateix 2010 la revista Ritmos del mundo, número 17, ha explicat: "Se cumplen 30 años desde que se puso la primera piedra de este festival innovador y visionario que apostaba por unas músicas que ni siquiera tenían definición en este momento. Al principio se hablaba de música popular para luego pasar a músicas de raíces y llegar hasta los diversos conceptos que componen hoy las llamadas músicas del mundo."
Sense deixar de reivindicar les propostes no convencionals, el FiMPT ha estat un dels deu únics agents artístics i culturals de Catalunya que ha assistit a les dues fires internacionals més multitudinàries de les músiques del món -el Womex de Copenhaguen 2010, i el Babel Med de Marsella 2011- per contribuir a la internacionalització de la cultura catalana.
El 2011 el CanalSolidario.org ha inclòs el FiMPT en la llista de festivals més compromesos i solidaris, alhora que l'ha qualificat com "el festival de referència de les músiques del món".
Més de 400 actuacions diferents, més de 300 formacions musicals, més de 100 països d'arreu del món representats, són els que han passat per la programació de les trenta primeres edicions del FiMPT, donant una garantia de la voluntat d'obertura i representativitat internacional.